# 北海道道646号曲淵停車場線
北海道道646号曲淵停車場線（ほっかいどうどう646ごう まがりふちていしゃじょうせん）は、北海道稚内市内を結ぶ一般道道（北海道道）である。

## 概要

### 路線データ
- 起点：北海道稚内市声問村曲渕（旧JR北海道 天北線 曲淵駅跡）
- 終点：北海道稚内市声問村曲渕（北海道道138号豊富猿払線交点）
- 総延長：0.625 km
- 実延長：0.610 km
- 重用延長：0.015 km

## 歴史
- 1969年（昭和44年）6月18日 - 路線認定[1]。
- 1989年（平成元年）5月1日 - 天北線の廃線に伴い、曲淵駅は廃駅となる。

## 地理

### 通過する自治体
- 宗谷総合振興局
  - 稚内市

### 交差する道路
稚内市
- 北海道道138号豊富猿払線 - 声問村曲渕（終点）

### 沿線にある施設など
稚内市
- 稚内曲渕簡易郵便局 - 声問村曲渕